# واکسن آنفلوانزا
واکسن آنفلوانزا واکسنی است که انسان را علیه ابتلا به آنفلوانزا محافظت می‌کند. هرسال طی دو نوبت، واکسن جدیدی برای آنفلوانزای همان فصل ساخته می‌شود، چرا که ویروس آنفلوآنزا به‌سرعت خود را تغییر می‌دهد. با آنکه اثربخشی واکسن، سال به سال متفاوت است، اما بیشترشان مصونیت متوسط تا زیادی علیه بیماری آنفلوآنزا ایجاد می‌کنند.  مرکز کنترل و پیشگیری بیماری‌ها در ایالات متحده آمریکا تخمین می‌زند که واکسیناسیون علیه آنفلوآنزا، شدت بیماری، مراجعات پزشکی، بستری‌شدن بیمارستانی و مرگ را کاهش می‌دهد. شاغلانی که واکسینه می‌شوند، دچار بیماری آنفلوانزا نشده و به‌طور میانگین نیم روز زودتر سرِ کارِ خود حاضر می‌شوند. اثربخشی واکسن در زیر ۲ سالگی و بالای ۶۵ سالگی، به سبب فقدان پژوهش‌های با کیفیت و قابل اعتماد نامشخص است. با واکسینه‌کردن کودکان، اطرافیان آنها نیز ممکن است از ابتلا به بیماری مصون باشند. سازمان جهانی بهداشت و  مرکز کنترل و پیشگیری بیماری‌ها توصیه می‌کنند همهٔ افراد بالای سن ۶ ماهگی، به‌ویژه آنهایی که در خطر بیشتری هستند، واکسینه شوند. مرکز اروپایی کنترل و پیشگیری بیماری نیز واکسیناسیون سالیانه را برای گروه‌های درخطر توصیه نموده‌است. گروه‌های در خطر، آنهایی هستند که در معرض خطر بالای ابتلا به آنفلوآنزا بوده و شامل سالمندان، کودکان مابین ۶ ماه تا ۵ سال، مبتلایان به برخی بیماری‌ها و کارکنان مراکز بهداشتی و درمانی می‌شوند. واکسن‌های آنفلوآنزا در مجموع بی‌خطر هستند. تب ناشی از واکسن، در ۵ تا ۱۰ درصد از کودکان رخ می‌دهد. درد ماهیچه‌ای موقت و احساس خستگی نیز ممکن است پیش بیاد. در برخی سال‌ها، واکسن را به افزایش احتمال ابتلا به نشانگان گیلن باره در سالمندان ربط داده‌اند که احتمالش ۱ مورد از هر ۱ میلیون واکسیناسیون است. با آنکه واکسن آنفلوآنزا را با استفاده از تخم‌مرغ می‌سازند، اما مصرف آن برای کسانی که حساسیت به تخم‌مرغ دارند همچنان توصیه می‌شود. با این‌حال، واکسن در کسانی که در گذشته حساسیت شدید به همان نوع واکسن داشته‌اند، توصیه نمی‌شود. واکسن آنفلوآنزا دو نوع دارد: ویروس غیرفعال و ویروس زندهٔ ضعیف‌شده. واکسن زندهٔ ضعیف‌شده برای بانوان باردار، کودکان زیر دو سال، افراد بالای ۵۰ سال و مبتلایان به کمبود ایمنی توصیه نمی‌شود. بر حسب نوع واکسن، ممکن است روش تجویز آن به صورت تزریق ماهیچه‌ای، اسپری بینی و تزریق داخل‌جلدی باشد. نوع داخل‌جلدی واکسن در فصول ۲۰۱۸–۲۰۱۹ و ۲۰۱۹–۲۰۲۰ آنفلوآنزا در دسترس نبود.
واکسیناسیون علیه آنفلوانزا در دههٔ ۱۹۳۰ میلادی آغاز شد و تا سال ۱۹۴۵ میلادی در سطح وسیعی در دسترس مردم آمریکا قرار گرفت. این واکسن یکی از داروهای ضروری سازمان جهانی بهداشت - بی‌خطرترین و مؤثرترین داروی مورد نیاز سیستم بهداشت و سلامت – است. قیمت فروش عمدهٔ آن در سال ۲۰۱۴ در کشورهای در حال توسعه، ۵٫۲۵ دلار به ازای هر دوز است. در سال ۲۰۱۵ در ایالات متحده آمریکا قیمت هر دوز کمتر از ۲۵ دلار بود.

## تاریخچه
در جریان دنیاگیری ۱۹۱۸ آنفلوانزا، «پزشکان هر چه می‌دانستند تلاش کردند، هر چه درباره‌اش شنیده بودند، از روش سنتی حجامت تا تجویز اکسیژن و ساخت واکسن‌ها و سرم‌های جدید (به‌ویژه بیشتر علیه آنچه امروزه به نام هموفیلوس آنفلوانزا شناخته‌می‌شود و در گذشته تصور می‌گردید که عامل بروز آنفلوانزا است و همچنین علیه چندین نوع نوموکوکسی را آزمودند. اما تنها یک روش، یعنی تزریق خون کسانی که از بیماری آنفلوآنزا جان سالم به‌در برده بودند به مبتلایان اخیرِ بیماری مؤثر بود».
در سال ۱۹۳۱، امکان رشد ویروس، در جنین موجود در تخم‌مرغ توسط ارنست ویلیام گودپاسچر و همکارانش در دانشگاه وندربیلت گزارش شد. چند دانشمند دیگر نظیر توماس فرانسیس، جوناس سالک، ویلسون اسمیت و فرانک مک‌فارلن بارنت از این روش استفاده کردند تا ویروس آنفلوآنزا را در درون تخم‌مرغ کشت دهند و بدین سان، نخستین نمونه‌های تجربی واکسن آنفلوآنزا ساخته شد. در دههٔ ۴۰ میلادی، ارتش آمریکا نخستین نمونهٔ قابل تأیید واکسن آنفلوانزا با ویروس غیرفعال (کشته‌شده) را ساخت که در جریان جنگ جهانی دوم مورد استفاده قرار گرفت. از تخم‌مرغ همچنان برای کشت ویروس و تولید واکسن آنفلوانزا استفاده می‌شود، اما روش‌های خالص‌سازی ویروس و واکسن با تکنولوژی روز بهبود یافته و توانسته‌اند پروتئین‌های حساسیت‌زای تخم‌مرغ و واکنش‌های آلرژیک ناشی از آن را، به‌حداقل برسانند. در سال ۲۰۱۲، سازمان غذا و داروی آمریکا، واکسن‌های تولیدشده با استفاده از روش‌های کشت ویروس در درون سلول و همچنین دی‌ان‌ای نوترکیب را تأیید کرد.

## مصارف پزشکی
مرکز کنترل و پیشگیری بیماری‌ها در ایالات متحده آمریکا واکسن آنفلوانزا را بهترین روش محافظت مردم علیه آنفلوانزا و جلوگیری از گسترش آن می‌داند. حتی اگر واکسن، حاوی ویروس رایج همان فصل نباشد، باز شدت بیماری را کاهش می‌دهد. حدود ۲ هفته پس از واکسیناسیون زمان لازم است تا پادتن‌های ایمن‌کننده در بدن تشکیل شوند.
یک فراتحلیل در سال ۲۰۱۲ نشان داد که واکسن آنفلوانزا در ۶۷ درصد موارد مؤثر بوده‌است و گروه‌هایی که بیشترین سود را از واکسیناسیون بردند شامل، بالغین ۱۸ تا ۵۵ سالهٔ آلوده به اچ‌آی‌وی (۷۶٪)، بالغینِ تندرستِ مابین ۱۸ تا ۴۶ سال (۷۰٪) و کودکانِ سالمِ مابین ۶ تا ۲۴ ماه (۶۶٪) بودند.

## اثر بخشی
| ۲۰۰۴ | ۱۰٪ |
| ۲۰۰۵ | ۲۱٪ |
| ۲۰۰۶ | ۵۲٪ |
| ۲۰۰۷ | ۳۷٪ |
| ۲۰۰۸ | ۴۱٪ |
| ۲۰۰۹ | ۵۶٪ |
| ۲۰۱۰ | ۶۰٪ |
| ۲۰۱۱ | ۴۷٪ |
| ۲۰۱۲ | ۴۹٪ |
| ۲۰۱۳ | ۵۲٪ |
| ۲۰۱۴ | ۱۹٪ |
| ۲۰۱۵ | ۴۸٪ |
| ۲۰۱۶ | ۴۰٪ |
| ۲۰۱۷ | ۳۶٪ |
| ۲۰۱۸ | ۴۷٪ |

اثر واکسن را با دو شاخصِ «کارایی» (میزانی که خطر بیماری را در شرایط کنترل‌شده کاهش می‌دهد) و «اثربخشی» (کاهش مشاهده‌شده در خطر پس از تجویز واکسن) می‌سنجند. در مورد واکسن آنفلوآنزا، «اثربخشی» کمتر از «کارایی» است، چرا که «اثربخشی» با نرخ  بیماری‌های شبه‌آنفلوانزایی سنجیده می‌شود که لزوماً همگی توسط «ویروس آنفلوآنزا» ایجاد نمی‌شوند. واکسن‌های آنفلوآنزا در مجموع «کارایی» زیادی دارند که توسط اندازه‌گیری میزان تولید پادتن در بدن مدل‌های حیوانی یا افراد واکسینه‌شده ارزیابی می‌شود. با این وجود، مطالعه بر روی «اثربخشی» واکسن آنفلوانزا در دنیای واقعی، به این دلایل دشوار است: واکسن تولیدی ممکن است حاوی ویروس شایع‌شده نباشد؛ شیوع ویروس هر سال به‌شدت متفاوت است؛ و بیماری آنفلوانزا اغلب با  بیماری‌های شبه‌آنفلوانزایی اشتباه گرفته می‌شود. با این حال، در بیشتر مواقع، (۱۶ سال از ۱۹ سال، پیش از ۲۰۰۷ میلادی) سویه‌های به‌کار رفته در واکسن تولیدی، مطابقت خوبی با ویروس‌های شیوع‌یافته در همان فصل داشته‌است و حتی واکسن‌های غیرمنطبق نیز می‌توانند تا حد زیادی مصونیت متقاطع ایجاد می‌کند. ویروس آنفلوانزا با استفاده از پدیدهٔ «رانش جزئی آنتی‌ژنی» به‌سرعت تغییر شکل می‌دهد که طی آن جهش مختصری در ژن‌های ویروس رخ داده و آنرا تبدیل به یک سویه جدید ویروسی می‌کند. در صورتی که واکسیناسیون به‌طور مرتب و سالیانه انجام شود، مصونیت متداوم سال-به-سال علیه آنفلوآنزا ایجاد می‌شود. با این حال برخی شواهد حاکی از آن است که واکسیناسیون‌های مکرر ممکن است «اثربخشی» برای برخی زیرگروه‌های ویروس آنفلوانزا را کاهش دهد. این موضوع هیچ اثری بر روی توصیه‌های فعلی واکسیناسیون آنفلوآنزا ندارد، اما ممکن است سیاست‌های واکسیناسیون را در سال‌های آتی تغییر دهد. در سال ۲۰۱۹ میلادی،  مرکز کنترل و پیشگیری بیماری‌ها همچنان توصیه می‌کند که واکسیناسیون سالیانه انجام شود؛ چرا که بیشتر پژوهش‌ها، «اثربخشی» واکسیناسیون سالیانه را تأیید کرده‌اند.

#### نقد
تام جفرسون که سرپرست تیم بررسی‌کننده واکسن آنفلوانزا برای بنیاد همیاری کاکرین بود، شواهد بالینی موجود دربارهٔ این واکسن را «مزخرف» توصیف نموده و در نتیجه واکسن را غیرمؤثر می‌داند. او درخواست کرده که کارآزمایی بالینی تصادفی‌سازی شده شاهددار با پلاسیبو در این مورد انجام شود که البته انجامش در حوزهٔ پزشکی غیراخلاقی محسوب می‌شود. نظرات او دربارهٔ بی‌اثر بودن واکسن توسط موسسه‌های بهداشت و سلامت همچون  مرکز کنترل و پیشگیری بیماری‌ها و مؤسسه ملی سلامت و چهره‌های شاخص در این حوزه همچون آنتونی اس. فائوچی رد شده‌است.
مایکل اوسترهولم که سرپرست تیم بررسی‌کنندهٔ واکسن آنفلوانزا برای «مرکز پژوهش و سیاست‌گذاری برای بیماری‌های عفونی» در سال ۲۰۱۲ بود، واکسن‌زدن را توصیه می‌کند، اما از نحوهٔ تبلیغات انجام‌شده برای آن گله‌مند است و می‌گوید «ما دربارهٔ این واکسن گزافه‌پردازی و بیش‌تبلیغ انجام داده‌ایم… آنقدرها هم که تبلیغ می‌شود، مصونیت نمی‌دهد. تماماً یک بازار فروش است: همه‌اش روابط عمومی است».

### کودکان
مرکز کنترل و پیشگیری بیماری‌ها توصیه نموده تمامی کودکان بجز شیرخواران زیر ۶ ماه باید واکسن فصلی آنفلوانزا را دریافت دارند. کارزارهای عمومی واکسیناسیون معمولاً تأکید خاصی بر روی گروه‌هایی از جامعه دارند که در صورت ابتلا به آنفلوآنزا، در معرض عواقب خطرناک و شدید آن هستند. این گروه‌ها شامل بانوان باردار، کودکان زیر ۵۹ ماه، سالمندان و مبتلایان به بیماری‌های مزمن یا کمبود ایمنی و همچنین کارکنان مراکز بهداشت و درمان هستند.
از آنجایی که میزان مرگ و میر در میان شیرخوارانی که آنفلوانزا می‌گیرند، زیاد است سازمان جهانی بهداشت و  مرکز کنترل و پیشگیری بیماری‌ها توصیه می‌کنند که مراقبت‌کنندگان از نوزاد و اهالی خانه‌ای که نوزاد دارند، واکسن بزنند تا آنفلوانزا را به شیرخوار منتقل نکنند.
در کودکان، به نظر می‌رسد که واکسن خطر بیماری آنفلوانزا و بیماری شبه‌آنفلوانزایی را کاهش می‌دهد. داده‌های موجود در این زمینه در کودکان زیر ۲ سال اندک است. در فصل آنفلوانزای ۲۰۱۸–۲۰۱۷، رئیس مرکز کنترل و پیشگیری بیماری در ایالات متحده آمریکا اظهار داشت که ۸۵ درصد از کودکان متوفی «احتمالاً واکسینه نشده بودند».
در ایالات متحده، در تاریخ ژانویه ۲۰۱۹، مرکز کنترل و پیشگیری بیماری توصیه نموده‌است که کودکان ۶ تا ۳۵ ماه را می‌توان با دوزهای ۰٫۲۵ میلی‌لیتری یا ۰٫۵ میلی‌لیتری از واکسن چهارگانهٔ فلوزون واکسینه کرد. تجویز هر یک از این دو دوزِ فلوزون، تفاوت چندانی در این گروه سنی ندارد. تمامی کودکان ۳۶ ماه و بالاتر، باید ۰٫۵ میلی‌لیتر واکسن چهارگانهٔ فلوزون دریافت دارند. چهارگانهٔ آفلوریا برای تجویز به شیرخواران بالای ۶ ماه مجوز دارد (اکتبر ۲۰۱۸). کودکان ۶ تا ۳۵ ماه باید ۰٫۲۵ میلی‌لیتر آفلوریا دریافت کنند. کودکان ۳۶ ماه و بالاتر نیز باید دوز ۰٫۵ میلی‌لیتری آفلوریا را دریافت دارند.

### بالغین
۱۶٪ افراد واکسینه‌نشده دچار علائم مشابه آنفلوانزا می‌شوند که این میزان در افراد واکسینه‌شده، ۱۰٪ است. واکسن زدن، میزان بیماری آنفلوآنزا اثبات‌شده را از ۲٫۴٪ به ۱٫۱٪ می‌رساند، اما تأثیری بر احتمال بستری بیمارستانی ندارد.
بررسی‌های بنیاد همیاری کاکرین در بالغین شاغل، نشان داد که با زدن واکسن، علائم آنفلوانزا و همچنین تعداد روزهای غیبت از کار، هر دو کاهش متوسطی پیدا می‌کنند؛ اما اثری بر انتقال بیماری و و عوارض ناشی از آن نداشت. در بزرگسالان سالم، این واکسن مصونیت متوسطی علیه آنفلوانزا ایجاد می‌کند؛ گرچه در برخی فصل‌ها، میزان این مصونیت‌دهی اندک است یا اصلاً وجود ندارد.
نتایج یک بررسی در سال ۲۰۰۶ بر روی کارکنان مراکز بهداشتی و درمانی، سودمندی کلی و خالص را نشان داد. از ۱۸ پژوهشی که در این مطالعه مورد بازنگری قرار گرفتند، فقط دو پژوهش میزان مرگ‌ومیر را نسبت به میزان واکسینه شدن کارکنان بررسی کرده بود و هر دوی آنها دریافتند که واکسینه‌کردن کارکنان بهداشتی-درمانی، با کاهش مرگ‌ومیر بیماران مبتلا مرتبط است. مطالعهٔ دیگری در سال ۲۰۱۴ نشان داد که شواهد متوسطی مبنی بر اثر مثبت واکسینه‌کردن کارکنان بهداشتی بر روی بیماران موجود است. این شواهد بر پایهٔ کاهش در میزان مرگ‌ومیر در اثر تمامی عوامل، در بیماران مبتلا به آنفلوآنزایی بود که ارائه‌دهندگان خدمات مراقبتی‌شان واکسینه شده بودند؛ در مقایسه با گروه مشابهی از بیماران که ارائه‌دهندگان مراقبت، واکسینه نشده بودند.

### سالمندان
شواهد موجود برای اثر واکسن در بالغین بالای ۶۵ سال نامشخص است. مرورهای سیستماتیکی که  کارآزمایی‌های تصادفی کنترل‌شده و  مطالعات موردشاهدی را بررسی کرده‌اند، شواهد باکیفیتی در این‌باره پیدا نکرده‌اند.  مطالعات موردشاهدی در سالمندان اثراتی در زمینهٔ بیماری اثبات‌شده آنفلوانزا، سینه‌پهلو و مرگ را نشان داد.
بهره‌مندی سالمندان از واکسن آنفلوانزا، که حساس‌ترین گروه جمعیتی به آنفلوانزای غیرپاندمیک هستند، از همه کمتر است. چندین دلیل برای این کاهش شدید در کارایی واکسن وجود دارد که شایع‌ترین آن افت عملکرد دستگاه ایمنی بدن و ضعف و سستی بدنیِ کلی در اثر افزایش سن است. در فصول غیر پاندمیک آنفلوانزا، یک فرد ۵۰ تا ۶۴ ساله در ایالات متحده آمریکا، ۱۰ برابر امکان بیشتری دارد که در مقایسه با یک فرد جوان، در اثر مسائل مربوط به بیماری آنفلواآنزا بمیرد و افراد بالای ۶۵ سال نیز ۱۰ برابر بیشتر از افراد ۵۰ تا ۶۴ سال به همین دلیل می‌میرند.
یک واکسن دوز بالای آنفلوانزا ساخته شده که برای ایجاد پاسخ ایمنی بیشتر طراحی شده‌است. شواهد موجود نشان می‌دهد که واکسینه کردن سالمندان با این واکسن، پاسخ ایمنی بیشتری نسبت به واکسن‌های معمولی ایجاد می‌کند.
 سازمان غذا و داروی ایالات متحده آمریکا در نوامبر ۲۰۱۵ میلادی، نوعی واکسن آنفلوانزا به‌همراه یک ادجوانت (تقویت‌کننده) را برای استفاده در بالغین بالای ۶۵ سال تأیید کرد. این واکسن با نام «فلواَد» در آمریکا عرضه می‌شود و نخستین بار برای فصل آنفلوانزای ۲۰۱۷–۲۰۱۶ در دسترس بود. این واکسن حاوی مادهٔ تقویت‌کنندهٔ MF59 است که نوعی امولسیون روغنی بر پایه آب است و از روغن اسکوآلن استخراج می‌شود. این واکسن نخستین واکسن آنفلوآنزای تقویت‌شدهٔ فصلی در ایالات متحده آمریکاست؛ اما هنوز مشخص نیست که مصرف چنین واکسن‌هایی در سالمندان سودمندی زیادتری داشته باشد. بر پایهٔ راه‌کارهای «کمیتهٔ مشورتی واکسیناسیون» (ACIP) «فلواَد» را می‌توان به عنوان یک روش جایگزین برای سایر انواع واکسن در سالمندان بالای ۶۵ سال به‌کار برد.
در بسیاری از کشورها، واکسینه‌کردن کارکنان بهداشتی-درمانی که با سالمندان کار می‌کنند، توصیه شده‌است و هدف اینکار، کاهش شیوع بیماری آنفلوانزا در این گروه سنی حساس است. با آنکه هنوز شواهد قانع‌کننده‌ای از  کارآزمایی‌های تصادفی کنترل‌شده در این مورد بدست نیامده، اما شواهد علمی تجربی و احتمالی برای آن موجود است.

### بارداری
واکسن آنفلوانزا نه تنها مادر و جنین را از اثرات عفونت آنفلوآنزا محافظت می‌دارد، بلکه احتمال یک حاملگی موفقیت‌آمیز و فول‌ترم را افزایش می‌دهد.
واکسن آنفلوانزای غیرفعال‌شدهٔ سه‌گانه در بانوان باردارِ آلوده به اچ‌آی‌وی، محافظت‌کننده است.

## بی‌خطری
با آنکه زدن واکسن ممکن است با عوارضی همراه باشد، اما بیشترشان جزئی و ناچیز هستند. واکسن آنفلوانزا ممکن است موجب عوارض جدی نظیر واکنش‌های حساسیتی هم بشود، اما این مورد نادر است. از سوی دیگر، شایع‌ترین عوارض این واکسن، خفیف و موقتی است؛ به‌ویژه زمانی که آنها را با عوارض شدید خودِ بیماری آنفلوآنزا و همه‌گیری‌های سالیانه آن مقایسه کنیم. واکسن آنفلوانزا ممکن است باعث عوارضی همچون آب‌ریزش از بینی و گلودرد شود که گاهی تا چند روز به‌طول می‌انجامد.

### نشانگان گیلن باره
با آنکه ترس از بروز نشانگان گیلن باره به‌دنبال واکسن آنفلوانزا وجود داشته‌است، و  مرکز کنترل و پیشگیری بیماری‌ها می‌گوید که بیشتر مطالعات انجام‌شده بر روی واکسن‌های جدید آنفلوانزا هیچ ارتباطی مابین این دو را نشان نداده‌است. عفونت با ویروس آنفلوانزا خود، خطرِ ابتلا به گیلن باره و مرگ ناشی از آن (۱ مورد از ۱۰۰۰۰ مورد) را افزایش دهد و این خطر به‌مراتب بالاتر از احتمال گیلن بارهٔ فرضی ناشی از واکسن است. (تخمین سال ۲۰۰۹، احتمال آنرا در حدود ۱۰ برابر بیشتر اعلام کرد).
با آنکه در یک مطالعه، احتمال بروز سندرم گیلن باره، یک مورد از هر یک میلیون واکسیناسیون ارزیابی شده بود، یک پژوهش جامع دیگر در چین که ۱۰۰ میلیون واکسیناسیون را علیه همه‌گیری جهانی آنفلوانزای خوکی بررسی کرد، تنها ۱۱ مورد نشانگان گیلن باره را در افراد واکسینه‌شده کشف کرد (۰٫۱ از هر یک میلیون دوز واکسن) که به‌مراتب کمتر از نرخ بروز طبیعی این سندرم در چین است و هیچگونه عارضه دیگری نیز مشاهده نشد.

### حساسیت به تخم‌مرغ
با آنکه بیشتر واکسن‌های آنفلوانزا با استفاده از روش‌هایی مبتنی بر تخم‌مرغ ساخته می‌شوند، اما تجویز این واکسن‌ها به افرادی که به تخم‌مرغ حساسیت دارند، همچنان توصیه می‌شود؛ حتی اگر حساسیت‌شان به تخم‌مرغ شدید باشد. پژوهش‌ها نشان داد که میزان بروز آنافیلاکسی در چنین افرادی بسیار نادر است و حدود ۱٫۳ مورد از هر یک میلیون دوز واکسن رخ می‌دهد.
پایش علائم فرد پس از واکسیناسیون در کسانی که حساسیت شدید به تخم‌مرغ دارند، توصیه می‌شود. در یک بررسی بر روی ۸۰۰ کودک حساس به تخم‌مرغ که ۲۵۰ موردشان در گذشته آنافیلاکسی داشته‌اند، هیچگونه واکنش حساسیتی نسبت به واکسن آنفلوآنزای زندهٔ ضعیف‌شده نشان نداد (صفر مورد).

### موارد دیگر
چندین پژوهش نشان داده‌اند، میزان بروز حمله خواب در آنهایی که واکسن آنفلوآنزای حاوی تقویت‌کنندهٔ ASO3 را در جریان  همه‌گیری جهانی آنفلوانزای خوکی دریافت کردند، بیشتر بود. در تلاش برای فهم علت آن، دریافتند که حمله خواب یک بیماری خودایمنی است و واکسن حاوی تقویت‌کنندهٔ ASO3 خواص هایپوکرتین را تقلید کرده و همچون یک تحریک‌کننده عمل می‌کند.
برخی واکسن‌های تزریقی آنفلوانزای بالغین در ایالات متحده آمریکا، حاوی تیومرسال (نوی مادهٔ نگه‌دارنده بر پایهٔ جیوه) است. با وجود جنجال و بحث‌وجدل‌های درگرفته توسط رسانه‌های همگانی، «کمیتهٔ جهانی مشورتی دربارهٔ بی‌خطری واکسیناسیون» سازمان جهانی بهداشت استنتاج نمود که هیچگونه شواهدی دالِ بر سمیت تیومرسال واکسن‌ها موجود نیست و به بهانهٔ بی‌خطر بودن، دلیلی به تغییر برنامه به تجویزهای تک‌دوزه واکسن که گران‌تر هستند، وجود ندارد.

## واکسن تزریقی در برابر اسپری بینی
واکسن آنفلوآنزا به شکل‌های زیر در دسترس است:
- واکسن سه‌گانه یا چهارگانه برای تزریق ماهیچه‌ای که حاوی ویروس غیرفعال (کشته‌شده) است. (TIV یا QIV)
- اسپری بینی حاوی ویروس زندهٔ ضعیف‌شده (LAIV و Q/LAIV)

واکسن سه‌گانه یا چهارگانه پس از تزریق به سبب تحریک پاسخ ایمنی به آنتی‌ژنهای موجود در واکسن حاوی ویروس کشته‌شده، ایمنی ایجاد می‌کنند (معمولاً ماهیچه‌ای تزریق می‌شود، اما حتی تزریق‌های زیرجلدی و درون‌جلدی هم ایمنی‌بخش هستند). اسپری بینی از طریق ایجاد عفونت در مجاری بینی، سیستم ایمنی را تحریک می‌کند.

## توصیه‌ها
سازمان‌های مختلف بهداشت و سلامت از جمله سازمان جهانی بهداشت واکسیناسیون سالیانه آنفلوانزا را به‌طور رایج توصیه می‌کنند، به‌ویژه در افرادی که در معرض خطر عواقب آنفلوانزا هستند و آنهایی که با افراد در معرض خطر زندگی می‌کنند یا مراقب و خدمات بهداشتی-درمانی به آنان ارائه می‌کنند. افراد در معرض خطر عبارتند از:
- سالمندان (در بریتانیا برای افراد ۶۵ سال به بالا توصیه می‌شود)
- افراد مبتلا به بیماری‌های مزمن قلب (نقص مادرزادی قلب، نارسایی قلب، بیماری سرخرگ کرونری)
- مبتلایان به بیماری مزمن کبد (از جمله سیروز)
- مبتلایان به بیماری مزمن کلیه (به‌عنوان مثال سندرم نفروتیک)
- افرادی که طحال‌شان را درآورده‌اند یا آنکه طحال‌شان به‌درستی کار نمی‌کند.
- کسانی که دچار ضعف و کمبود ایمنی هستند. (مثلاً افراد آلوده به اچ‌آی‌وی، آنهایی که یک داروی سرکوب‌کننده سیستم ایمنی دریافت می‌کنند، افرادی که در حال شیمی‌درمانی هستند؛ و کلیه کسانی که با چنین افرادی در یک منزل زندگی می‌کنند.
- افرادی که در تعداد زیاد، در یک محیط با هم زندگی می‌کنند و ممکن است عفونت را به هم منتقل کنند؛ همچون زندان‌ها، خانه‌های سالمندان، مدارس و خوابگاه‌ها[۵۱]
- کارکنان بهداشتی-درمانی (هم برای محافظت خودشان و هم جهت جلوگیری از عفونت ویروس به دیگران)[۹۳][۹۴]
- بانوان باردار. البته یک مطالعه در سال ۲۰۰۹ نشان داد که شواهد کافی مبنی بر استفادهٔ روتین از «واکسن سه‌گانه آنفلوانزا» در سه‌ماههٔ اول بارداری وجود ندارد.[۹۵] واکسیناسیون در فصل آنفلوانزا، بخشی از توصیهٔ واکسیناسیون به زنان باردار در ایالات متحده آمریکاست.[۹۶]

تجویز واکسن تزریقی و اسپری بینی در کسانی که سابقهٔ ابتلا به نشانگان گیلن باره داشته‌اند، قدغن است. همچنین اگر حساسیت شدید به پروتئین‌های تخم‌مرغ دارید، موضوع را با پزشک خود در میان بگذارید.

### سازمان جهانی بهداشت
سازمان جهانی بهداشت تجویز واکسیناسیون آنفلوانزای فصلی را برای موارد زیر توصیه می‌کند (۲۰۱۶):

#### اولویت نخست
- زنان باردار

#### اولویت بعدی (بدون هیچگونه ترتیب خاص)
- کودکان ۶ تا ۵۹ ماه
- سالمندان
- افراد مبتلا به بیماری‌های مزمن
- کارکنان بهداشتی-درمانی

### کانادا
در سال ۲۰۰۸، «کمیته ملی مشورتی ایمن‌سازی» (NACI) که به «آژانس سلامت عمومی کانادا» مشاوره می‌دهد، توصیه نمود که همهٔ افراد مابین ۲ تا ۶۴ سال واکسن سالیانهٔ آنفلوانزا را دریافت کنند، اما اولیت اصلی و اول، شیرخواران ۶ تا ۲۴ ماه و سایر ساکنان منزل آنان هستند. «کمیته ملی مشورتی ایمن‌سازی» واکسن آنفلوآنزا را برای موارد زیر هم توصیه می‌کند:
- افرادی که در معرض خطر زیاد برای عوارض بیماری آنفلوانزا هستند، از جمله افراد بسیار چاق، زنان باردار، کودکان ۶ تا ۵۹ ماه، سالمندان، بومیان کانادا و افرادی که مبتلا به یکی از انواع بیماری‌های مزمن هستند.
- افرادی که احتمال زیادی برای انتقال بیماری به جمعیت در معرض خطر دارند، از جمله کارکنان بهداشتی-درمانی و خانواده‌های آنان
- افرادی که خدمات اجتماعی مهم را ارائه می‌دهند.
- برخی کارکنان صنعت ماکیان (مثلاً مرغ‌داری‌ها و غیره)

### اتحادیه اروپا
مرکز اروپایی کنترل و پیشگیری بیماری، واکسیناسیون را برای سالمندان، یک اولویت قلمداد می‌کند و اولیت بعدی را به مبتلایان به بیماری‌های مزمن و همچنین کارکنان بهداشتی-درمانی می‌دهد.
استراتژی واکسیناسیون آنفلوانزا پیش از آنی که محدود کردن گردش آنفلوانزا و ریشه‌کنی بیماری آنفلوانزا باشد، آن است که افراد در معرض خطر، محافظت شوند. این مسئله در تضاد با استراتژی‌های «ایمنی جمعی» است که برای سایر بیماری‌های عفونی نظیر فلج اطفال و سرخک به‌کار گرفته می‌شود. یکی از دلایل این موضوع، مشکلات مالی و لجستیکی است که برای تهیه حجم زیاد واکسن به‌طور سالیانه وجود دارد.

### ایالات متحده آمریکا

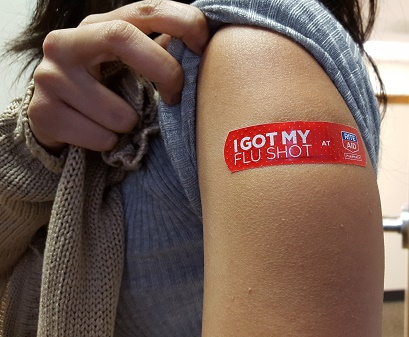
تصویری از چسب زخم زن جوانی که واکسن آنفلوآنزای خود را در یک داروخانه تزریق نموده‌است.

در ایالات متحده آمریکا، واکسیناسیون آنفلوانزا برای تمامی سنین بالای ۶ ماهگی توصیه می‌شود. حدود ۲ هفته طول می‌کشد که میزان کافی از پادتن‌ها در بدن تشکیل شود.  مرکز کنترل و پیشگیری بیماری‌ها توصیه می‌کند که واکسیناسیون پیش از خاتمهٔ ماه اکتبر انجام شود، اما با این وجود، زدنِ واکسن در ماه ژانویه یا حتی دیرتر هم خالی از فایده نیست.
بنا به نظر  مرکز کنترل و پیشگیری بیماری‌ها، ویروس زندهٔ ضعیف‌شده (LAIV4) را که به‌صورت اسپری بینی تجویز می‌شود، نباید به افراد زیر تجویز کرد:
- کودکان کمتر از ۲ سال
- بالغین بالای ۵۰ سال
- مصرف همزمان آسپیرین یا هرگونه داروی حاوی سالیسیلات در بالغین و کودکان
- کودکان ۲ تا ۴ ساله‌ای که مبتلا به آسم هستند، یا آنکه پزشک‌شان طی ۱۲ ماه گذشته با والدین‌ها گفته‌است که فرزندشان خس‌خس سینه یا آسم احتمالی دارند؛ یا کودکانی که مدارک پزشکی‌شان نشان می‌دهد در ۱۲ ماه گذشته اپیزودهایی از خس‌خس سینه را تجربه کرده‌اند.
- افرادی که به هر دلیل (مثلاً شیمی‌درمانی یا عفونت اچ‌آی‌وی)، دچار نقص و کمبود ایمنی هستند.
- ساکنان منزل و همهٔ کسانی که در تماس نزدیک با افراد دچار نقص و کمبود ایمنی هستند.
- زنان باردار
- افرادی که داروی‌های ضد ویروس آنفلوآنزا را طرف ۴۸ ساعت گذشته مصرف کرده‌اند.

واکسیناسیون آنفلوآنزا به‌ویژه در افرادی که در معرض خطر زیاد عواقب آنفلوانزا هستند (به‌عنوان مثال، زنان باردار و کودکان و نوجوانان ۶ ماه تا ۱۸ سال)، حائز اهمیت است.
- یکی از دلایل افزایش محدوده سنی به ۱۸ سال، کاهش زمانی است که کودکان و والدین‌شان برای رفتن به مطب‌ها و بیمارستان‌ها تلف می‌کنند و کاهش ساعات غیبت از مدرسه و نیاز به درمان آنتی‌بیوتیکی متعاقب بروز عوارض جانبی ناشی از بیماری.[۱۱۳]
- یک فایدهٔ دیگر واکسیناسیون به ردهٔ سنی، کاهش احتمال بیماری در والدین و سایر ساکنان منزل است و نیز جلوگیری از گسترش و انتقال بیماری به سایر افراد جامعه.[۱۱۳]

 مرکز کنترل و پیشگیری بیماری‌ها، واکسن زندهٔ ضعیف‌شده (LAIV) یا همان اسپری بینی را برای فصل آنفلوانزای ۲۰۱۷–۲۰۱۶ توصیه ننمود. علاوه بر این، مرکز کنترل و پیشگیری بیماری‌ها توصیه نمود که مراقبت‌کنندگان از افرادی که دچار افراد دچار نقص و کمبود ایمنی شدید هستند، بجای اسپری بینی، نوع تزریقی سه‌گانه یا چهارگانه را دریافت دارند.

### استرالیا
دولت استرالیا توصیه می‌کند واکسیناسیون آنفلوانزا به‌طور سالیانه برای تمامی سنین بالای ۶ ماه انجام شود. در استرالیا از واکسن غیرفعال (کشته‌شده) استفاده می‌شود. واکسن آنفلوانزا برای افراد زیر مجانی است:
- کودکان بین ۶ ماه تا ۵ سال
- افراد بالای ۶۵ سال
- بومیان استرالیا و ساکنان جزایر تنگه تورس از سن بالای ۶ ماهگی
- زنان باردار
- سنین بالای ۶ ماهگی که مبتلا به آسم شدید، بیماری ریوی، بیماری قلبی، کمبود ایمنی یا دیابت باشند (که بیشتر در معرض عوارض آنفلوانزا هستند)
- کارکنان بهداشت و درمان از جمله پزشکان و پرستاران.[۱۱۸][۱۱۹]